# Dåden vid Nydala kloster 1521
Dåden vid Nydala kloster 1521 var ett antal avrättningar begångna av soldater ur den danska armén, som var på tillbakatåg från Stockholm efter kung Kristian II:s kröning och det efterföljande Stockholms blodbad. Efter kungens genomresa och uppehåll i Nydala blev klostrets abbot och fem eller sex munkar bundna och dränkta i ett närbeläget vattendrag.

## Bakgrunden

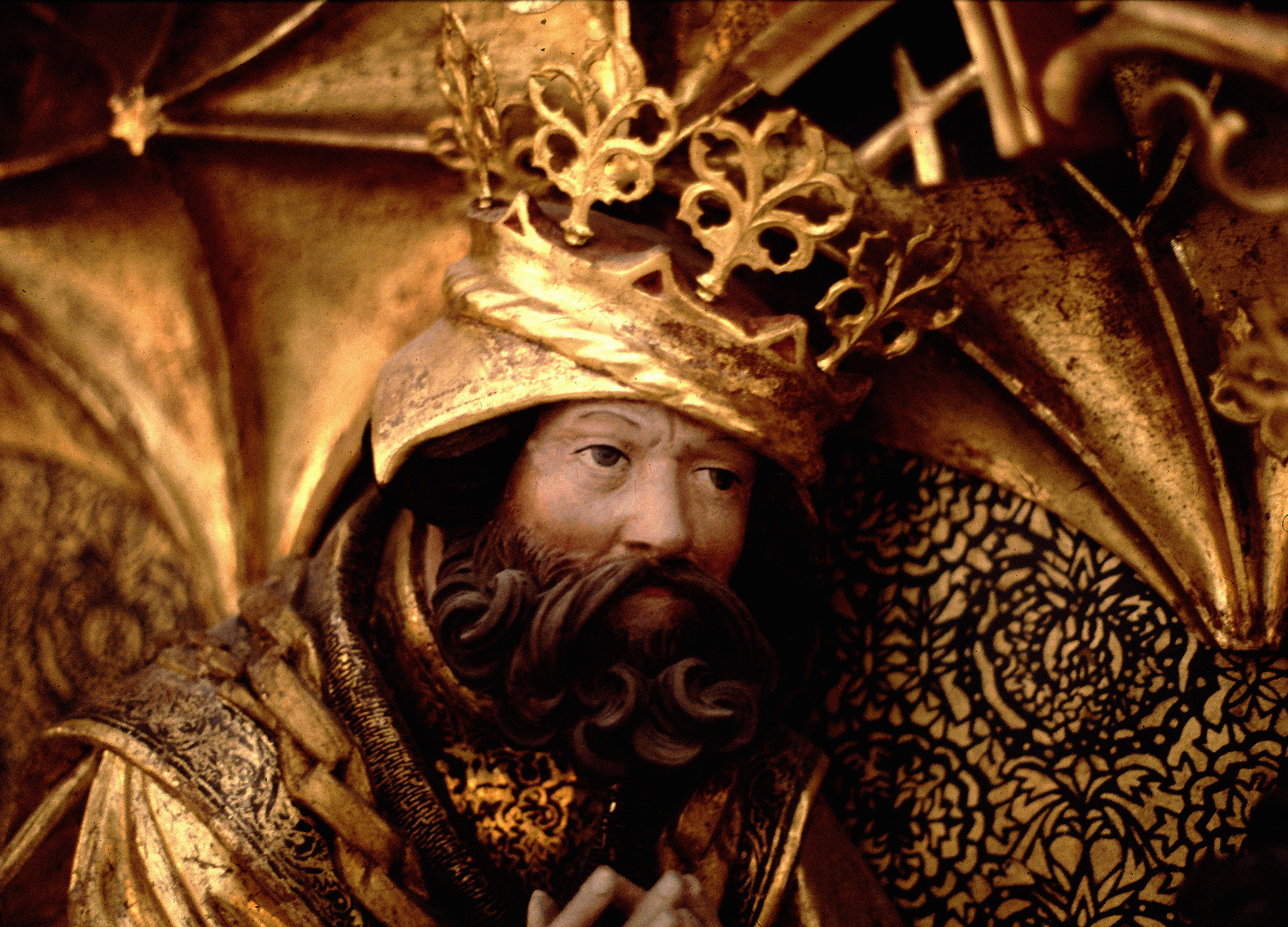
Kristian II. Från altaruppsatsen i Odense kyrka omkring 1513.

Den danska armén hade kommit landvägen upp genom Sverige och på hemvägen tågade man genom Östergötland och Småland.

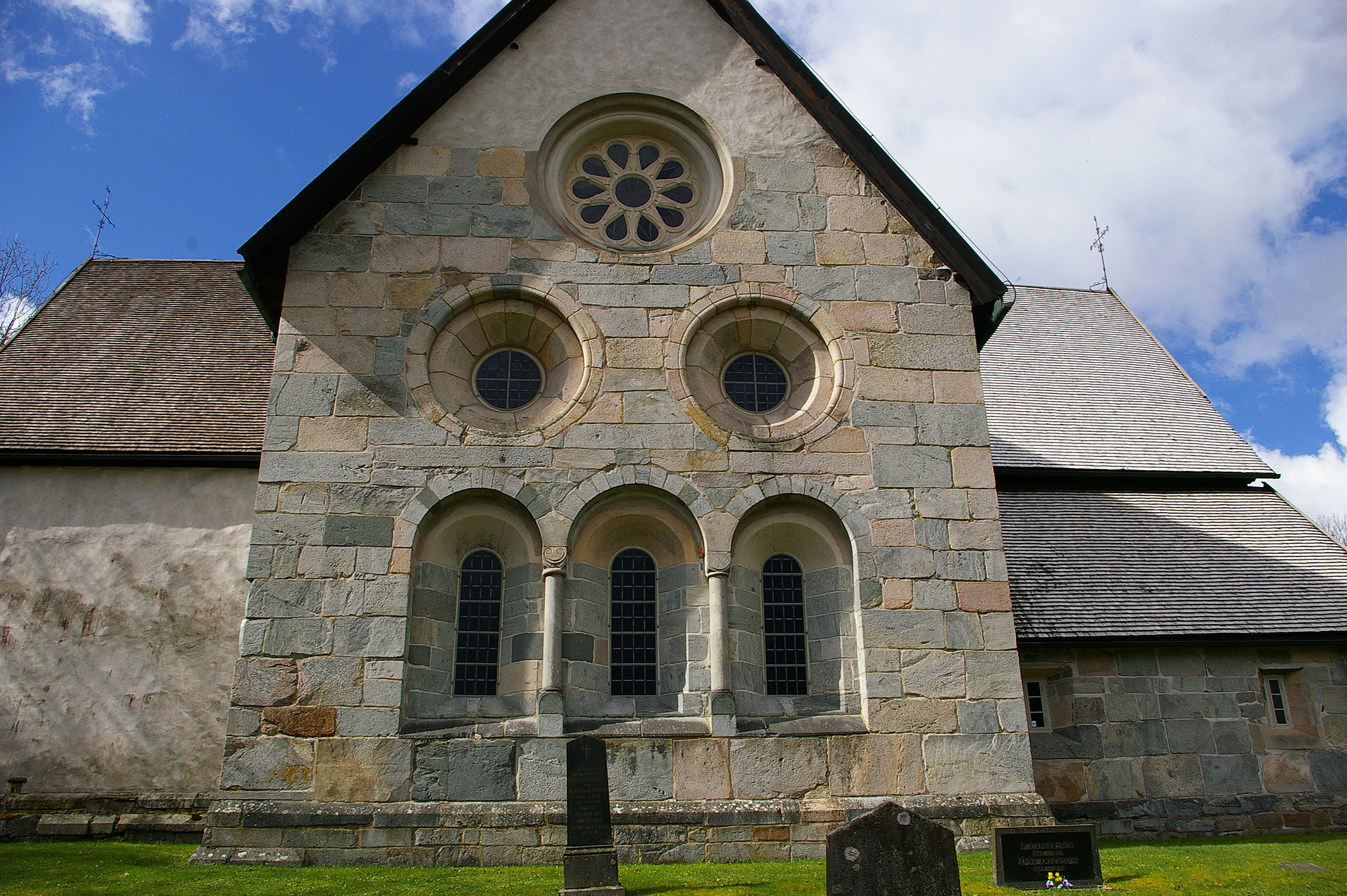
Nydala klosterkyrka från öster. Klostret grundades redan 1143 av cisterciensermunkar.

Den lilla orten Nydala ligger några mil (60 km) söder om Jönköping. På vintern använde man sig  helst av de tillfrusna sjöarna som transportleder. Det var också över sådana tillfrusna sjöar och genom otillgängliga skogsmarker som den danska armén färdades i januari månad 1521. 

## Beskrivningar av händelserna
I klostrets egen kopiebok från år 1521 står det;
| ”                         | År 1521 led vår vördade fader abbot Arvid martyrdöden och dränktes tillsammans med sina konventsbröder av den skändlige tyrannen Kristian, som även lät halshugga ett stort antal biskopar och ädlingar. | „ |
| – klostrets egen kopiebok | |   |

Den danske ämbetsmanen Arild Huitfeldt beskrev händelserna ii sin Danmarckis rigis kronicke (1595-1603):
| ”                 | Därefter kom han till Nydala kloster. Där betalade han så i härberget, att han lät sänka abbotten och några av hans bröder uti ett runt vatten för att de uti förleden fejd med några av allmogen hade varit honom emot, och för att de nu skulle bortfört en hop av deras gods och mat, när de förnam hans ankomst, i skogarna, så att där inte var så mycket mat för handen som fordrades. Abboten, en stark ung man, slet sig lös uti vattnet, men måtte åter däri. En av munkarna, då han såg, att de andra fem av hans bröder blev bundna, löpte han på kansliet. Där lät mäster Jesper Brockmand, sekreterare, kasta en kappa om honom och fick honom en hatt på, och lät honom sitta ibland de andra skrivarna, och då man letade efter honom blev det svarat, han var där inte, varmed han blev befriad. | „ |
| – Arild Huitfeldt | |   |

Händelsen i Nydala finns omtalade i ett antal nästan samtida källskrifter. I den så kallade "Roskilde-aarbogen", vilken behandlar tiden 1448–1549, står bland annat följande :
| ” | På den tid koning Christian for neder av Sverige, kom han till ett av S:t Bentz kloster, heter Nydala. Där lät han grummeligen gripa abbotten själv sjätte i samma stund som de var gångna från altarna och hade sagt mässan, och bundo dem och sänkte och mördade dem förutan orsak, brott och dom, rätt och medkänsla. Inte för någon annan sak än att de hade utfört i skogen på en hemlig plats något kost och fetalie, att alltsammans inte skulle uppätas och borttagas från dem. Dock var där nog i klostret igen till kungen och hans folks behov. | „ |

I en dansk årbok från 1286 till 1549 kan man också läsa om blodbadet.:
| ” | Söndagen där näst efter (efter S:t Powels dag) lät kungen sänka abbotten av Nydala kloster med sex munkar uti en bäck, som ligger uti klostret, icke särskilt djupt. | „ |

I en annan dansk krönika, som behandlar tiden från kung Valdemar Atterdag till och med Kristian III, finner man en liten variant på episoden ovan med munken som räddades :
| ” | Men på vägen till Danmark bedrev Christian ett ynkligt mord uti Nydala kloster, ty han lät taga abboten med präster och munkar, och lät binda dem och kasta dem i vatten och dränkte dem; en man undantagen som kung Christians kanslerskrivare hjälpte genom deras kammare och in på en privet (toalett), att han inte blev funnen. | „ |

## Propagandabilden

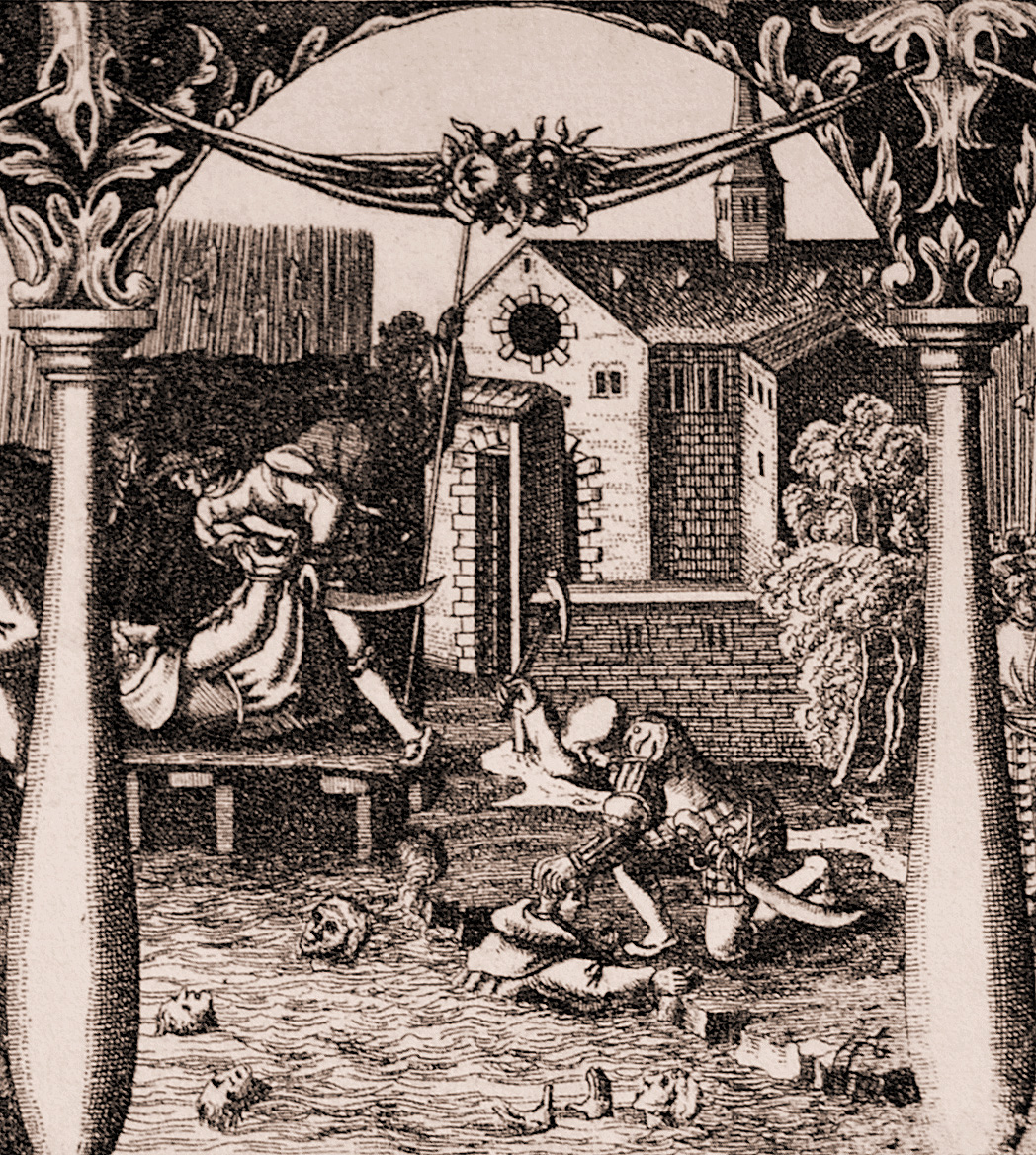
Dåden i Nydala enligt Blodbadsplanschen.

Nydaladåden framstår i de dåtida beskrivningarna som minst sagt avskyvärda. Det är emellertid viktigt att notera att endast den ena sidans version är bevarad. Kristian II var både den danska adelns och Gustav Vasas fiende. Det var också dessa som efter 1524 stod som segrare, och som sådana helt kunde handha propagandan kring den avskyvärde danske kungen. Man lät bland annat publicera och sprida ett kopparstick, Blodbadsplanschen, med scener som framhävde bland annat avrättningarna i Stockholm och Nydala på ett dramatiskt sätt. Man hade också möjlighet att tillse att källmaterial som på ett objektivt sätt kunnat ge en bred bild av händelseförloppen saknades eller reducerades enligt principen att det är segrarna som skriver historien.
Att verkligheten om dåden i Nydala delvis kan ha varit en annan än den officiella framskymtar till exempel i Arild Huitfeldts krönika, där det antyds att munkarna aktivt deltagit med allmogen i kampen mot kungen. Flera av varandra oberoende källor, både danska och svenska, tar dock upp att dåden i Nydala verkligen skedde och att det var på kungens befallning. 
Man kan ifrågasätta om kungen var närvarande vid händelserna, som skall ha ägt rum den 2 februari 1521. Enligt en dansk källa skall kungen ha kommit till Köpenhamn senast den 3 februari, och färden mellan de två orterna tog på denna tid flera dygn i anspråk även vid snabb transport.